# João da Silva Maia
João da Silva Maia, mais conhecido como João Maia (Brejo do Cruz, 20 de setembro de 1953) é um economista e político brasileiro, filiado ao Partido Progressista (PP), atualmente é deputado federal pelo Rio Grande do Norte, tendo sido eleito nas eleições de 2022, obtendo 104.254 votos.

## Carreira política

### Deputado federal
Em 2006, foi eleito deputado federal, pelo PL.
Em 2010, foi reeleito deputado federal, pelo PR.
Em 2018, foi eleito deputado federal, pelo PR, voltando a ocupar uma vaga depois de 4 anos.
Se filiou ao PP em 2022.

### Eleições 2014
Em 2014, foi candidato a vice-governador na chapa de Henrique Eduardo Alves, e não obteve vitória.

## Vida pessoal
É irmão da senadora Zenaide Maia e o atual marido da prefeita de Messias Targino, Shirley Targino. Também é irmão do ex-deputado distrital Agaciel Maia, que atualmente é secretário de Relações Institucionais do Governo do Distrito Federal.

## Desempenho em Eleições
| Ano  | Eleição                         | Partido | Cargo            | Votos   | %      | Resultado  | Ref    |
| ---- | ------------------------------- | ------- | ---------------- | ------- | ------ | ---------- | ------ |
| 2006 | Estadual do Rio Grande do Norte | PL      | Deputado Federal | 193.296 | 13,03% | Eleito     | [ 6 ]  |
| 2010 | Estadual do Rio Grande do Norte | PR      | Deputado Federal | 217.854 | 14,42% | Eleito     | [ 7 ]  |
| 2014 | Estadual do Rio Grande do Norte | PR      | Vice-Governador  | 734.801 | 45,58% | Não Eleito | [ 8 ]  |
| 2018 | Estadual do Rio Grande do Norte | PR      | Deputado Federal | 93.505  | 6,25%  | Eleito     | [ 9 ]  |
| 2022 | Estadual do Rio Grande do Norte | PL      | Deputado Federal | 104.254 | 5,57%  | Eleito     | [ 10 ] |